# Lycidas nigromaculatus
Lycidas nigromaculatus är en spindelart som först beskrevs av Eugen von Keyserling 1883.  Lycidas nigromaculatus ingår i släktet Lycidas och familjen hoppspindlar. Inga underarter finns listade i Catalogue of Life.